# Cleópatra IV
Cleópatra (c. 138/135 a.C. — 112 a.C.) foi uma rainha do Egito ptolemaico.
Cleópatra algumas vezes é chamada de Cleópatra IV, por exemplo, por E. R. Bevan.
Filha do rei Ptolemeu VIII Evérgeta II e da rainha Cleópatra III, Cleópatra casou com o seu irmão Ptolemeu IX Sóter II, que se tornou co-regente com Cleópatra III após a morte de Ptolemeu VIII  em 116 a.C..
Numa tentativa de preservar a sua influência, a mãe de Cleópatra obrigou o filho a repudiar Cleópatra e a casar com outra irmã, Cleópatra Selene I, cuja personalidade era mais facilmente influenciável pela mãe do que a de Cleópatra.
Cleópatra abandonou o Egito, fixando-se na ilha de Chipre, onde governava o seu irmão, Ptolemeu X Alexandre I. Alguns autores sugerem que Cleópatra pode ter tentado uma aliança com o irmão para substituir o governo do Egito, vingando o que a mãe lhe fizera, mas não há provas que sustentem a hipótese. Sendo uma mulher rica, Cleópatra conseguiu reunir em Chipre um exército de mercenários, de onde partiu para o reino selêucida da Síria.
Desde 121 a.C.,[carece de fontes?] este reino encontrava-se no meio de uma disputa pelo controlo do trono entre os meios-irmãos Antíoco IX de Cízico e Antíoco VIII Gripo, filhos de Cleópatra Téa,  portanto primos de Cleópatra. Antíoco VIII era casado com Trifena, filha de Ptolemeu VIII Evérgeta II, sendo um aliado do Egito ptolemaico. Tentando a sua sorte, e possivelmente tendo em vista desforrar-se da mãe, Cleópatra ofereceu o seu exército a Antíoco IX, tornando-se também sua esposa.
Com a ajuda da sua nova esposa, Antíoco IX ainda conseguiu conquistar o poder em 114 a.C., mas em 112 a.C. Antíoco VIII capturou Antioquia, em cujo palácio real se achava Cleópatra, feita por ele prisioneira. Cleópatra conseguiu fugir a refugiou-se no templo de Ártemis, mas Trifena, temendo que a irmã seduzisse o marido, pediu-lhe que mandasse executá-la. Segundo as fontes, Cleópatra teve suas mãos cortadas, foi arrastada pelos soldados e morreu lançado maldições contra a irmã e seus assassinos. Mais tarde, quando Antíoco IX capturou Trifena, matou-a como vingança pela morte da esposa.
Antíoco X Eusébio, filho de Antíoco de Cízico e cuja mãe não é mencionada nos textos antigos, possivelmente foi filho de Cleópatra (o que implicaria que ele se casou com a própria tia materna, Cleópatra Selene I, pelo menos 17 anos mais velha que ele; esta hipótese é defendida por A. Bouché-Leclercq e R. D. Sullivan), mas alguns historiadores (J. D. Grainger, P. Green) preferem assumir que a mãe de Antíoco Eusébio era alguma outra mulher, desconhecida.